# East Lindsey
East Lindsey es un distrito no metropolitano del condado de Lincolnshire (Inglaterra).

## Geografía
Según la Oficina Nacional de Estadística británica, East Lindsey tiene una superficie de 1760,24 km².

## Demografía
Según el censo de 2001, East Lindsey tenía 130 447 habitantes (49,1% varones, 50,9% mujeres) y una densidad de población de 74,11 hab/km². El 17.74% eran menores de 16 años, el 72,22% tenían entre 16 y 74, y el 10,05% eran mayores de 74. La media de edad era de 43,36 años. 
Según su grupo étnico, el 98,97% de los habitantes eran blancos, el 0,44% mestizos, el 0,29% asiáticos, el 0,1% negros, el 0,1% chinos, y el 0,09% de cualquier otro. La mayor parte (97,21%) eran originarios del Reino Unido. El resto de países europeos englobaban al 1,48% de la población, mientras que el 0,3% había nacido en África, el 0,62% en Asia, el 0,22% en América del Norte, el 0,03% en América del Sur, el 0,12% en Oceanía, y el 0,01% en cualquier otro lugar. El cristianismo era profesado por el 79,91%, el budismo por el 0,13%, el hinduismo por el 0,1%, el judaísmo por el 0,07%, el islam por el 0,21%, el sijismo por el 0,05%, y cualquier otra religión por el 0,22%. El 11,67% no eran religiosos y el 7,65% no marcaron ninguna opción en el censo.
El 35,46% de los habitantes estaban solteros, el 47,91% casados, el 1,48% separados, el 6,9% divorciados y el 8,25% viudos. Había 55 533 hogares con residentes, de los cuales el 26,87% estaban habitados por una sola persona, el 7,32% por padres solteros con o sin hijos dependientes, el 64,05% por parejas (55,15% casadas, 8,9% sin casar) con o sin hijos dependientes, y el 1,75% por múltiples personas. Además, había 2045 hogares sin ocupar y 1285 eran alojamientos vacacionales o segundas residencias.